# Żurawińce
Żurawińce (ukr. Заривинці, Zarywynci) – wieś na Ukrainie, w rejonie czortkowskim obwodu tarnopolskiego. Wieś jest siedzibą rady wiejskiej. Obok wsi przechodzi droga krajowa N18.

## Historia
28 lipca 1379 roku Michał Awdaniec z Buczacza ponowił akt pierwotnej fundacji kościoła parafialnego w Buczaczu z roku 1373, któremu zapisał m.in. pustkowie zwane Żurawińcami.
W II Rzeczypospolitej miejscowość należała do gminy wiejskiej Jezierzany w powiecie buczackim województwa tarnopolskiego.
Miejsce zbrodni nacjonalistów ukraińskich.